# Пионерская (станция ММЖД)
Пионе́рская — участковая станция четвертого класса Малой Московской железной дороги, находится в посёлке Кратово Московской области. Расположена в старинном сосновом бору на берегу озера. Есть пляж, детская площадка, магазин, возле управления ММЖД автостоянка.
Станция «Пионерская» оборудована микропроцессорной системой электрической централизации стрелок и сигналов ЭЦ-ЕМ.
Управление устройствами осуществляется с помощью компьютера (АРМ ДСП).
В релейной расположено:
- Стативы с релейной автоматикой станции Пионерская и перегона Пионерская — Юность
- шкаф «УВК-РА» (Управляющий Вычислительный комплекс), через который управляется вся система СЦБ станции Пионерская и перегона Пионерская — Юность.

На станции находится депо ДЖД.
На перегоне смонтирована двухсторонняя автоматическая блокировка «АБТЦ-ЕМ» (микропроцессорная автоматическая блокировка с тональными рельсовыми цепями и центральным расположением оборудования)

## Движение поездов
Станция работает в летний период с конца мая по август.
На станцию Пионерская поезда прибывают с нечетными номерами, а после перецепки локомотива поездам присваивается четный номер, с которым он отправляется соответственно в четном направлении на станцию Юность.
| № Поезда | Отправление | Прибытие |
| -------- | ----------- | -------- |
| 520-519  | 11:00       | 11:45    |
| 522-521  | 12:00       | 12:45    |
| 524-523  | 13:00       | 13:45    |
| 526-525  | 14:00       | 14:45    |
| 528-527  | 15:00       | 15:45    |